# Richard Buckminster Fuller

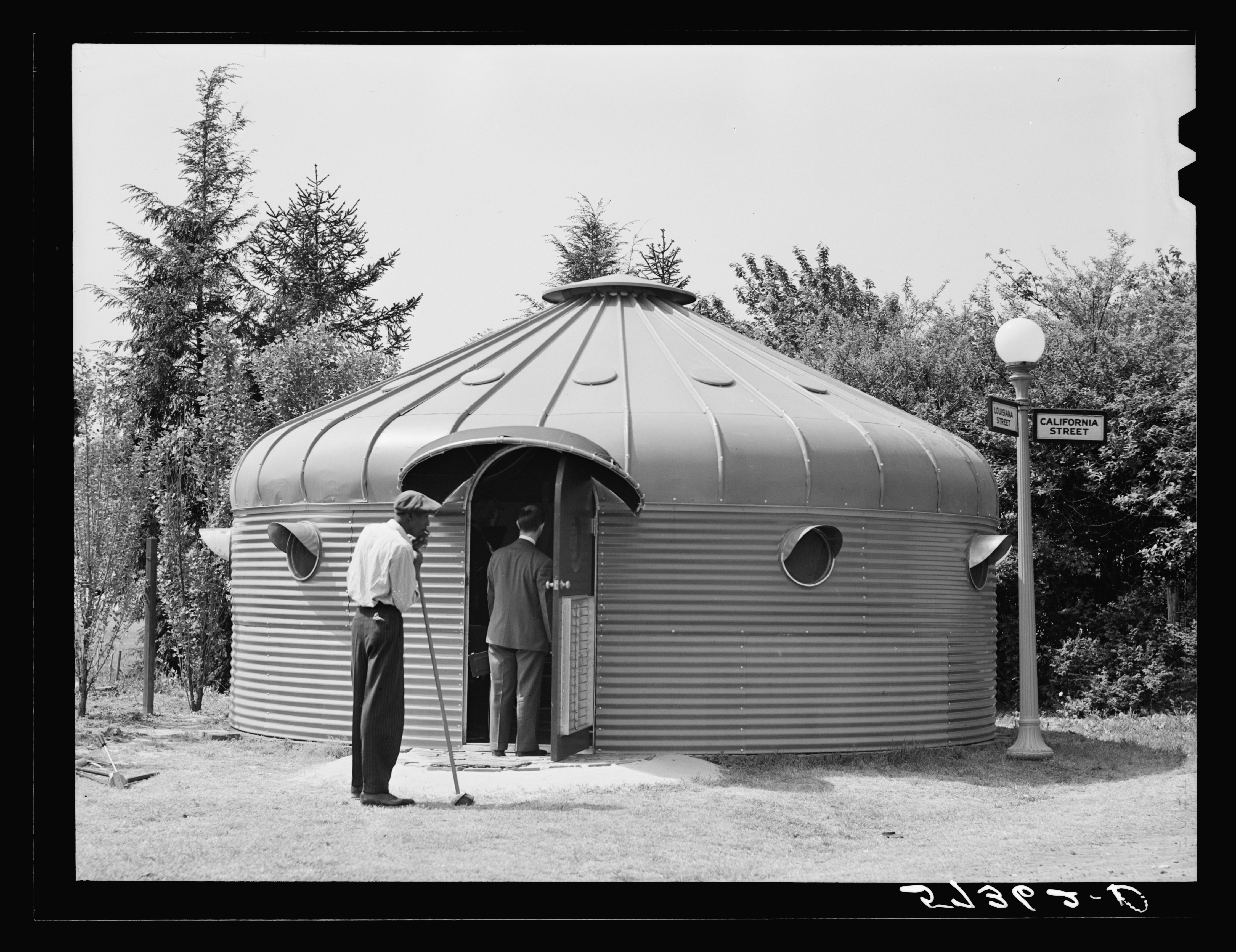
Dymaxion huis uit 1941

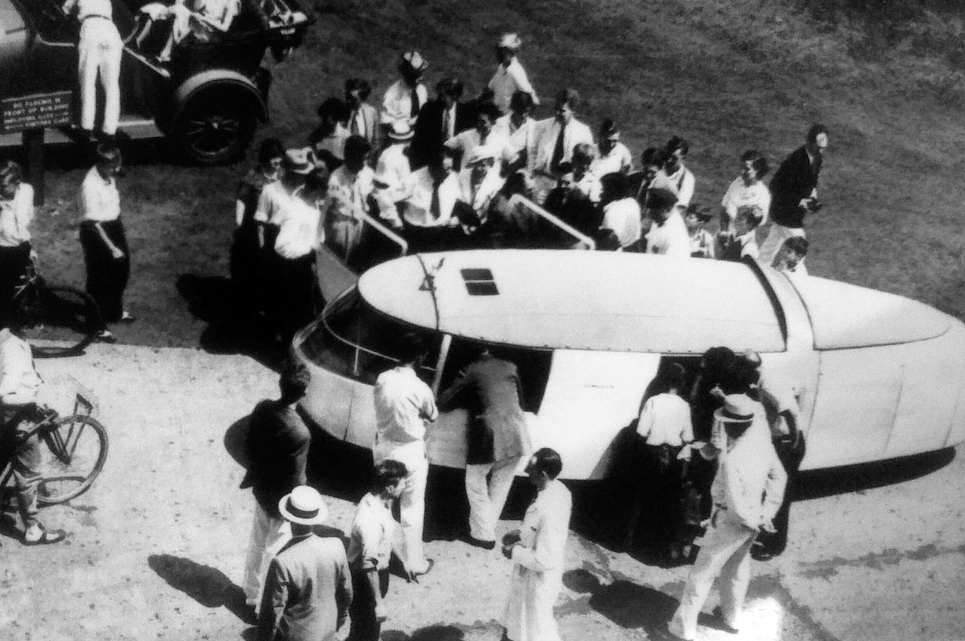
Dymaxion-auto op de Wereldtentoonstelling van 1933 in Chicago

Richard Buckminster Fuller (Milton 12 juli 1895 - Los Angeles 1 juli 1983) was een Amerikaanse architect, ontwerper en dichter.

## Levensloop
Hij studeerde te Harvard. Hij ontwikkelde in 1927 een huis, waarmee hij de voorloper werd van een meer op de ecologie gericht denken. In 1932 ontwierp hij de Dymaxion-auto, een conceptvoertuig geschikt voor het personenvervoer, later gevolgd door de eerste geodetische koepel. Hij gebruikte het woord Dymaxion, een samentrekking van de woorden dynamic, maximum en tension, dat hij zijn uitvinding zag als onderdeel van een groter project gericht op het verbeteren van de leefomstandigheden van mensen. Buckminster Fuller had van 1959 tot 1975 een leerstoel aan de Southern Illinois University, terwijl hij in 1962 tevens hoogleraar in de dichtkunst te Harvard werd.
In de chemie is een klasse van verschijningsvormen van koolstof naar Buckminster Fuller genoemd: fullereen. De vorm van deze moleculen komt overeen met de structuur van zijn geodetische koepels. Het bekendste voorbeeld van een fullereen is buckminsterfullereen, de 'bucky-ball'.
Zijn koepelconstructie voor gebouwen werd door de Amerikaanse onderneming Temcor Inc. in productie genomen. Deze dakconstructie werd in Nederland ook gebruikt. Het Aviodome op Schiphol was, toen het klaar was, in 1971 de grootste geodetische koepel in de wereld.
Bekende boeken van hem zijn Nine chains to the moon uit 1938 en Critical path uit 1981.

## Eerbetoon

### België
Band dEUS bracht in 2008 het succesvolle nummer 'The Architect' uit, terug te vinden op hun plaat Vantage Point, dat geïnspireerd werd door Fuller en ook samples van zijn stem bevat.

### Nederland
Biografe Eva Rovers publiceerde medio 2019 een aantal brieven aan Bucky - zoals ze hem liefkozend noemt - met de titel De rebelse held waarin ze haar bewondering uitdrukt door zijn werken in de ogen van 21e-eeuwse wereldburgers te bezien. Op de Universiteit Twente staat bij de ingang een kunstwerk, genaamd Het ding, dat gebaseerd is op een van de modellen van Richard.

### Verenigde Staten
John Denver schreef het lied What one man can do als een ode aan Buckminster Fuller.

## Boeken
Hieronder een selectie van zijn Engelstalige werken:
- Nine Chains to the Moon (1938)
- Untitled Epic Poem on the History of Industrialization (1962) ISBN 0671204777
- Ideas and Integrities, a Spontaneous Autobiographical Disclosure (1963) ISBN 0-13-449140-8
- Operating Manual for Spaceship Earth (1968) ISBN 0-8093-2461-X
- Utopia or Oblivion: The Prospects for Humanity (1969) ISBN 0-553-02883-9
- The Dymaxion World of Buckminster Fuller, met Robert Marks (1960, 1973) ISBN 0-385-01804-5
- Earth, Inc (1973) ISBN 0-385-01825-8
- R. Buckminster Fuller on Education (1979) ISBN 0-87023-276-2
- Critical Path met Kiyoshi Kuromiya (1981) ISBN 0-312-17488-8
- Grunch of Giants (1983) ISBN 0-312-35193-3
- Inventions: The Patented Works of R. Buckminster Fuller (1983) ISBN 0-312-43477-4

## Websites
- (en)  Everything I know. De tekst van 14 colleges van R. Buckminster Fuller
- (en)  Buckminster Fuller Institute

- Bibsys: 90232784
- Biblioteca Nacional de España: XX1670489
- Bibliothèque nationale de France: cb12455896f (data)
- Catàleg d'autoritats de noms i títols de Catalunya: 981058515577106706
- CiNii: DA00837131
- Gemeinsame Normdatei: 118694251
- International Standard Name Identifier: 0000 0001 1441 9441
- KulturNav: d11e2fb8-d598-4668-8fb6-f8b61d70d7ec
- Library of Congress Control Number: n79006776
- Nationale Bibliotheek van Letland: 000040163
- MusicBrainz: 89999999-d9e4-40c9-9989-d2b61485e130
- National Archives and Records Administration: 10580369
- Bibliotheek van het Japanse parlement: 00440319
- Nationale Bibliotheek van Tsjechië: skuk0002574
- Nationale bibliotheek van Australië: 36191577
- Nationale Bibliotheek van Israël: 987007261432505171
- Nationale Bibliotheek van Polen: a0000002460954
- Nationale en Universitaire bibliotheek Zagreb: 000103324
- Nederlandse Thesaurus van Auteursnamen: 06845810X
- Réseau des bibliothèques de Suisse occidentale: 02-A003269180
- RKD-Nederlands Instituut voor Kunstgeschiedenis: 121038
- Istituto Centrale per il Catalogo Unico: CFIV223776
- LIBRIS: 312236
- SNAC: w6gr7p5x
- Système universitaire de documentation: 033720231
- Trove: 1466670
- Union List of Artist Names: 500015697
- Virtual International Authority File: 36898370
- WorldCat: E39PBJy8wCDgxxP49dJmw6v4MP